# Willi Baer
Willi Baer, eigentlich Willi Bär (* 28. Juni 1951 in Hamburg), ist ein deutscher Journalist, Filmkaufmann, Geschäftsmann und Filmproduzent in Hollywood.

## Leben und Wirken
Bär begann sein Berufsleben als Journalist. Bis 1977 war er als Redakteur bei der politisch linken Wochenzeitung Die Tat beschäftigt. 1978 wechselte er als Chefredakteur zur Filmzeitschrift Cinema. Dort blieb Bär bis 1989. Seit 1981 arbeitet er als Filmproduzent. Mit Hans Jürgen Weber veröffentlichte er den in Frankfurt am Main 1981 erschienenen Band der Reihe Fischer Film Almanach.
Mit Beginn der 1990er Jahre konzentrierte sich Bär ganz auf die Filmproduktion und schloss sich der SD-Holding zweier Deutscher, des Unternehmers Rolf Deyhle und des Juristen Bodo Scriba an. Wenig später übersiedelten die drei nach Hollywood, wo sich Bär, der sich nunmehr „Baer“ schreiben ließ, in den kommenden zwölf Jahren an der Herstellung einer Fülle von US-amerikanischen Filmen beteiligte, die zumeist mit deutschem Geld cofinanziert wurden. Das Gros dieser Filme war wenig erfolgreich; in dieser Zeit kursierte in Hollywood der Begriff „Stupid German Money“.
2003 beendete Willi Baer seine Tätigkeit als executive producer weitgehend und kehrte nach Deutschland zurück. Im Jahre 2009 gründete er mit Carmen Bitsch und Karl-Heinz Dellwo den auf politische Literatur spezialisierten Laika-Verlag. Gemeinsam mit zwei Partnern, darunter erneut Bodo Scriba, steht Baer auch der Antares Lizenzvertriebsgesellschaft mbH vor, einer Hamburger Firma, die sich auf die Auswertung von urheberrechtlichen Nutzungsrechten und verwandten Schutzrechten, insbesondere mit TV- und Theaterrechten an urheberrechtlich geschützten Werken, spezialisiert hat. Bei der Produktionsfirma Cine Media Film ist er gleichfalls Geschäftsführer.

## Filmografie
als Herstellungsleiter oder Mitproduzent
- 1981: Manche mögen’s prall
- 1990: Tod im Spiegel
- 1991: Superstau
- 1991: Der Eisbärkönig
- 1992: Wilde Orchidee 3
- 1992: Die total beknackte Nuß
- 1992: Die ungewisse Lage des Paradieses
- 1993: Die letzte Grenze
- 1993: Karen McCoy – Die Katze
- 1993: Carlito’s Way
- 1994: Liebe und andere Geschäfte
- 1994: Shadow und der Fluch des Khan
- 1994: Two Bits
- 1995: Die Bestie im weißen Kittel
- 1995: Tage der Angst
- 1997: Liebesflüstern
- 1998: The Virgin Suicides
- 1998: Kimberly
- 1999: Forever Lulu
- 1999: Cookie’s Fortune – Aufruhr in Holly Springs
- 1999: Die Akte Romero
- 1999: State and Main
- 2000: Dancing at the Blue Iguana
- 2000: Jeepers Creepers
- 2000: Prozac Nation
- 2000: Rufmord – Jenseits der Moral
- 2001: CQ
- 2001: Scenes of the Crime
- 2001: No Such Things
- 2002: Pumpkin
- 2002: Deuces Wild – Wild in den Straßen
- 2002: City of Ghosts
- 2004: Tid til forandring
- 2006: The Walker